# Estatística (função)
Uma estatística é uma função (qualquer) das variáveis observáveis que não contém qualquer parâmetro desconhecido.
Mais formalmente, a Teoria Estatística define uma estatística como uma função de uma amostra em que a função por si mesma é independente da distribuição que gerou a amostra.
Este termo é utilizado usualmente tanto para a função quanto para o particular valor numérico da função aplicada a uma dada amostra observada.
Uma estatística não representa o mesmo conceito que um parâmetro estatístico, que não é calculável da amostra. Por exemplo, a média amostral é uma estatística, enquanto que a média de uma população é um parâmetro. Em geral utiliza-se um estimador (caso particular de estatística) para chegar num valor numérico que estima um parâmetro. No exemplo anterior, o estimador para a média da população é a média amostral.
Exemplos de estatísticas incluem:
- média (amostral)
- mediana
- variância (amostral)
- desvio padrão
- percentil
- estatística t
- estatísticas de ordem, como máximo ou mínimo
- curtose

Exemplos de objetos comuns no dia-a-dia da Estatística que não são estatísticas incluem:
- z-score
- valor p (p-value)

Estes claramente violam a definição pois não são obtidos somente da amostra.